# Derg corra
Derg corra es una deidad irlandesa con la que es asociado el dios celta Cernunnos.